# Thymondas
Thymondas, fils de Mentor de Rhodes, est un général grec au service des Perses. Il commande les 30 000 mercenaires lors de la bataille d'Issos livrée en novembre 333 av. J.-C.

## Biographie
Thymondas est né vers 355 av. J.-C.. Une hypothèse (émanant d'un décret athénien) fait de Barsine sa mère ; mais cela paraît impossible car elle est agée de 10 ans en 355.
Il est envoyé par Darius III en Lycie en renfort auprès de Pharnabaze III afin de commander la flotte perse. Il est présent à la bataille d'Issos en 333 et occupe le centre de l'armée perse à la tête de ses mercenaires. Il s'illustre dans la bataille. Puis après la défaite, il s'enfuit avec d'autres chefs mercenaires (Amyntas fils d'Antiochos, Bianor et Aristomède) à Tripoli en Phénicie afin d'y retrouver les bateaux qui l'ont amenés depuis Lesbos. Il en prend autant que nécessaire, brûle le reste et met les voiles vers Chypre. Son sort n'est pas connu : Amyntas est parvenu en Égypte avec 4 000 mercenaires où ils ont tous péri ; mais rien ne prouve que Thymondas l'ait accompagné. 
Il est peut-être le père de Memnon (homonyme de son oncle Memnon), honoré par les Athéniens en 327/326 par un décret.